# Asmara Circuit
Asmara Circuit (in 2013 Circuit van Asmara) is een voormalige eendagswielerwedstrijd die in 2013 voor het eerst werd verreden in de omgeving van het Eritrese Asmara. De wedstrijd had een 1.2 status en maakte deel uit van de UCI Africa Tour. De Algerijn Abdellah Ben Youcef was in 2013 de eerste winnaar. De wedstrijd werd later nog in 2016 en 2017 gehouden; beide edities werden gewonnen door een wielrenner uit Eritrea. In 2016 trok Yonas Fissahaye aan het langste eind en een jaar later was het Michael Habtom die zegevierde.

## Lijst van winnaars

### Overwinningen per land
| Overwinningen | Land     |
| ------------- | -------- |
| 2             | Eritrea  |
| 1             | Algerije |